# Omegalebra lenticula
Omegalebra lenticula är en insektsart som först beskrevs av Henry Fairfield Osborn 1929.  Omegalebra lenticula ingår i släktet Omegalebra och familjen dvärgstritar. Inga underarter finns listade i Catalogue of Life.